# Athous pomboi
Athous pomboi là một loài bọ cánh cứng trong họ Elateridae. Loài này được Platia & Borges miêu tả khoa học năm 2003.